# Kantelfrequentie

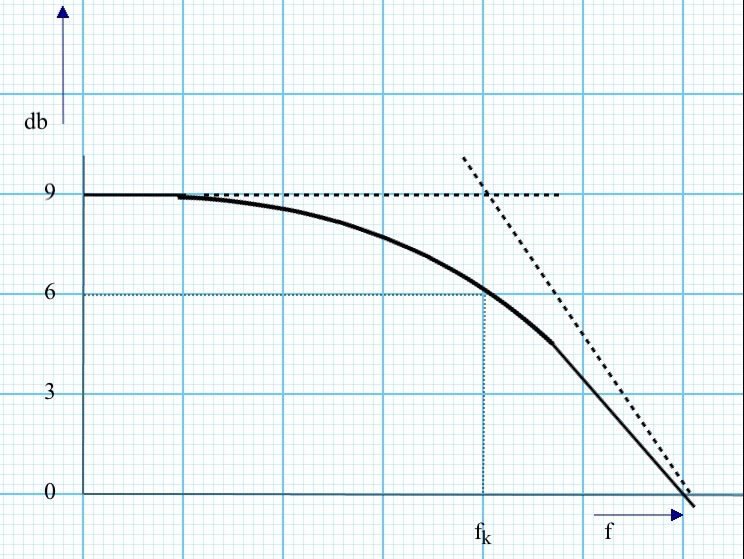
Kantelfrequentie

De kantelfrequentie (Engels: cutoff frequency) is de frequentie waarbij de frequentiekarakteristiek van een systeem een bepaalde minimale grenswaarde bereikt. Zo'n systeem is bijvoorbeeld een versterker(schakeling), een filter of een luidspreker. In veel gevallen is deze grenswaarde ongeveer 3 dB onder het maximum. Bij deze frequentie is de overdracht verminderd met {\displaystyle 1/{\sqrt {2}}} Dit punt wordt ook wel het "-3dB-punt" genoemd.
{\displaystyle -3\,{\text{dB}}=20\times ^{10}\!\log(1/{\sqrt {2}})}
Filters worden onder andere toegepast in  luidsprekersystemen die bestaan uit meer dan één luidspreker, die elk een gedeelte van het audiospectrum voor hun rekening moeten nemen, ook wel bandluidsprekers genaamd. Bijvoorbeeld in een luidsprekerkast met een driewegsysteem, waarin een tweeter, middentonen- en lage-tonenluidspreker zijn geplaatst. Ook in tweewegsystemen met midden/hoog- en een lage-tonenluidspreker óf boxen voor het midden- en hoge-tonengebied in samenwerking met een subwoofer.
Als er geen scheidingsfilters worden toegepast, ontstaat er interferentie (bepaalde frequenties worden versterkt dan wel verzwakt). Daarnaast kunnen bandluidsprekers kapotgaan als ze niet het correcte deel van het audiospectrum moeten verwerken. Ook in de software van geluidskaarten (pc) die luidsprekers aansturen voor verschillende delen van het audiospectrum is het mogelijk om deze kantelfrequentie in te stellen.